# Polarmount
Polarmount ist eine bei der Montage von beweglichen Satellitenantennen übliche Montagemethode.
Eine zur Rotationsachse der Erde parallele Achse trägt einen Rotor.
Der Rotor dreht die Antennenhalterung in einer Ebene, die zur Äquatorialebene der Erde parallel ist.
Am Rotor ist mittels einer Winkelverstellung für den sogenannten „Deklinationswinkel“ die Satellitenantenne befestigt.
Durch Drehen des Rotors kann die Antenne bei geeigneter fixer Einstellung des Deklinationswinkels auf alle auf äquatorialen Umlaufbahnen befindlichen Satelliten ausgerichtet werden. Dies schließt auch geostationäre Satelliten ein.
Der Polarmount ist von der Montagemethode Azimut/Elevation zu unterscheiden, bei der für die Nachführung eines äquatorial umlaufenden Satelliten zwei Achsen/Winkel (Azimut und Elevation) gleichzeitig verstellt werden müssen.
Grundsätzlich lassen sich mit Polarmount-montierten Antennen die gleichen Ergebnisse erzielen wie mit Azimut/Elevations montierten Antennen, wenn die Deklinationsachse/der Deklinationswinkel beliebig einstellbar ist.